# Bob Frazer
Bob Frazer (Toronto, 2 aprile 1971) è un attore canadese.

## Carriera
Attivo principalmente in televisione, si è distinto per i ruoli avuti nelle serie Cold Squad - Squadra casi archiviati e ReBoot: The Guardian Code. Al contempo ha recitato in più occasioni in teatro.
Sposato con Michele, da lei ha avuto due figli (Madelyn e Jackson).

## Filmografia

### Cinema
- 1922, regia di Zak Hilditch (2017)

### Televisione
- X-Files - serie TV, episodio 2x10 (1994)
- Stargate SG-1 - serie TV, episodio 1x13 (1997)
- Cold Squad - Squadra casi archiviati (Cold Squad) - serie TV, 15 episodi (1998-1999)
- Taken - serie TV, episodio 1x01 (2002)
- Da Vinci's City Hall - serie TV, 2 episodi (2006)
- Flash Gordon - serie TV, 3 episodi (2007-2008)
- Supernatural - serie TV, episodio 7x21 (2012)
- Continuum - serie TV, episodio 3x09 (2014)
- Falling Skies - serie TV, 2 episodi (2015)
- Motive - serie TV, episodio 3x12 (2015)
- Coded - serie TV, episodio 1x14 (2015)
- Mech-X4 - serie TV, 4 episodi (2016-2017)
- Heartbeat - serie TV, episodio 1x01 (2016)
- Travelers - serie TV, episodio 2x06 (2017)
- Supergirl - serie TV, 2 episodi (2017-2018)
- ReBoot: The Guardian Code - serie TV, 18 episodi (2018)
- The 100 - serie TV, episodio 5x03 (2018)
- L'uomo nell'alto castello (The Man in The High Castle) - serie TV, episodio 3x08 (2018)
- Arrow - serie TV, episodio 7x09 (2018)
- Motherland: Fort Salem - serie TV, 12 episodi (2021-2022)
- Fire Country - serie TV, episodio 1x08 (2022)
- Daily Alaskan - serie TV, episodio 1x08 (2023)
- Tracker - serie TV, episodio 1x11 (2024)
- Allegiance - serie TV, episodio 2x04 (2025)

## Doppiatori italiani
Nelle versioni in italiano delle opere in cui ha recitato, Bob Frazer è stato doppiato da:
- Franco Mannella in Supergirl (ep. 4x09), Arrow
- Stefano Miceli in The 100, L'uomo nell'alto castello
- Nanni Baldini in X-Files
- David Chevalier in Stargate SG-1
- Diego Baldoin in Continuum
- Mauro Gravina in Falling Skies
- Stefano Thermes in Motive
- Roberto Certomà in Mech-X4
- Daniele Valenti in Travelers
- Jacopo Venturiero in 1922
- Alessandro D'Errico in Reboot: The Guardian Code
- Luca Ghillino in Motherland: Fort Salem
- Stefano Macchi in Fire Country
- Guido Di Naccio in Tracker